# جيسي كامبل
جيسي كامبل (بالإنجليزية: Jesse Campbell)‏ هو لاعب كرة قدم أمريكية أمريكي، ولد في 11 أبريل 1969 في واشنطن في الولايات المتحدة.

## وصلات خارجية
- جيسي كامبل على موقع مرجع كرة القدم المحترفة.كوم (الإنجليزية)